# Керівники уряду Української РСР
Уряд Радянської України іменувався: 
- з грудня 1917 по квітень 1918 р. — Народний Секретаріат;
- з листопада 1918 по січень 1919 р.— Тимчасовий Робітничо-Селянський Уряд України;
- з січня 1919 по березень 1946 р. — Рада Народних Комісарів (РНК, Раднарком) УРСР (до січня 1937 р. — УСРР);
- з березня 1946 р. по 23 жовтня 1990 — Рада Міністрів УРСР.

## Перелік очільників уряду Радянської України
| #                                                                | Фото                                                                   | Прізвище                                  | Початок повноважень | Завершення повноважень | Партія                                                       |  |
| ---------------------------------------------------------------- | ---------------------------------------------------------------------- | ----------------------------------------- | ------------------- | ---------------------- | ------------------------------------------------------------ |  |
| Голова Народного секретаріату УНРР 1917-1918                     |                                                                        |                                           |                     |                        |                                                              |  |
| -                                                                |                                                                        | Євгенія Бош (1879–1925) (в. о.)           | 17 грудня 1917      | 9 березня 1918         | Російська соціал-демократична робітнича партія (більшовиків) |  |
| 1                                                                |                                                                        | Микола Скрипник (1872–1933)               | 9 березня 1918      | 17 листопада 1918      | Російська соціал-демократична робітнича партія (більшовиків) |  |
| Голова Ради Народних Комісарів ОРР 1918                          |                                                                        |                                           |                     |                        |                                                              |  |
| 1                                                                | Юдовський Володимир Григорович (немає фотографії з вільною ліцензією)  | Володимир Юдовський (1880–1949)           | 18 січня 1918       | 13 березня 1918        | Російська соціал-демократична робітнича партія (більшовиків) |  |
| Голова Ради Народних Комісарів ДКРР 1918                         |                                                                        |                                           |                     |                        |                                                              |  |
| 1                                                                |                                                                        | Федір Сергєєв (1883–1921)                 | 14 лютого 1918      | 17 лютого 1918         | Російська соціал-демократична робітнича партія (більшовиків) |  |
| Голова Тимчасового Робітничо-Селянського Уряду України 1918-1919 |                                                                        |                                           |                     |                        |                                                              |  |
| 1                                                                |                                                                        | Християн Раковський (1873–1941)           | 17 листопада 1918   | 28 листопада 1918      | Російська комуністична партія (більшовиків)                  |  |
| 2                                                                |                                                                        | Юрій П'ятаков (1890–1937)                 | 28 листопада 1918   | 6 січня 1919           | Російська комуністична партія (більшовиків)                  |  |
| Голова Ради Народних Комісарів УСРР (пізніше УРСР) 1919-1946     |                                                                        |                                           |                     |                        |                                                              |  |
| 1                                                                |                                                                        | Юрій П'ятаков (1890–1937)                 | 6 січня 1919        | 29 січня 1919          | Російська комуністична партія (більшовиків)                  |  |
| 2                                                                |                                                                        | Християн Раковський (1873–1941)           | 29 січня 1919       | 17 грудня 1919         | Російська комуністична партія (більшовиків)                  |  |
| 3                                                                |                                                                        | Григорій Петровський (1878–1958)          | 17 грудня 1919      | 19 лютого 1920         | Російська комуністична партія (більшовиків)                  |  |
| 4                                                                |                                                                        | Християн Раковський (1873–1941) (Вдруге)  | 19 лютого 1920      | 15 липня 1923          | Російська комуністична партія (більшовиків)                  |  |
| 5                                                                |                                                                        | Влас Чубар (1891–1939)                    | 15 липня 1923       | 28 квітня 1934         | Російська комуністична партія (більшовиків)                  |  |
| 6                                                                |                                                                        | Панас Любченко (1897–1937)                | 28 квітня 1934      | 30 серпня 1937         | Всесоюзна комуністична партія (більшовиків)                  |  |
| 7                                                                |                                                                        | Михайло Бондаренко (1903–1938)            | 30 серпня 1937      | 13 жовтня 1937         | Всесоюзна комуністична партія (більшовиків)                  |  |
| -                                                                |                                                                        | Микола Марчак (1903–1938) (в. о.)         | 13 жовтня 1937      | 19 лютого 1938         | Всесоюзна комуністична партія (більшовиків)                  |  |
| 8                                                                | Коротченко Дем'ян Сергійович (немає фотографії з вільною ліцензією)    | Дем'ян Коротченко (1894–1969)             | 19 лютого 1938      | 28 липня 1939          | Всесоюзна комуністична партія (більшовиків)                  |  |
| 9                                                                | Корнієць Леонід Романович (немає фотографії з вільною ліцензією)       | Леонід Корнієць (1901–1969)               | 28 липня 1939       | 6 лютого 1944          | Всесоюзна комуністична партія (більшовиків)                  |  |
| 10                                                               |                                                                        | Микита Хрущов (1894–1971)                 | 6 лютого 1944       | 15 березня 1946        | Всесоюзна комуністична партія (більшовиків)                  |  |
| Голова Ради Міністрів УРСР 1946-1991                             |                                                                        |                                           |                     |                        |                                                              |  |
| 1                                                                |                                                                        | Микита Хрущов (1894–1971)                 | 15 березня 1946     | 12 грудня 1947         | Всесоюзна комуністична партія (більшовиків)                  |  |
| 2                                                                | Коротченко Дем'ян Сергійович (немає фотографії з вільною ліцензією)    | Дем'ян Коротченко (1894–1969)             | 12 грудня 1947      | 15 січня 1954          | Всесоюзна комуністична партія (більшовиків)                  |  |
| 3                                                                | Кальченко Никифор Тимофійович (немає фотографії з вільною ліцензією)   | Никифор Кальченко (1906–1989)             | 15 січня 1954       | 28 лютого 1961         | Комуністична партія Радянського Союзу                        |  |
| 4                                                                | Щербицький Володимир Васильович (немає фотографії з вільною ліцензією) | Володимир Щербицький (1918–1990)          | 28 лютого 1961      | 28 червня 1963         | Комуністична партія Радянського Союзу                        |  |
| 5                                                                | Казанець Іван Павлович (немає фотографії з вільною ліцензією)          | Іван Казанець (1918–2013)                 | 28 червня 1963      | 15 жовтня 1965         | Комуністична партія Радянського Союзу                        |  |
| 6                                                                | Щербицький Володимир Васильович (немає фотографії з вільною ліцензією) | Володимир Щербицький (1918–1990) (Вдруге) | 15 жовтня 1965      | 9 червня 1972          | Комуністична партія Радянського Союзу                        |  |
| 7                                                                | Ляшко Олександр Павлович (немає фотографії з вільною ліцензією)        | Олександр Ляшко (1915–2002)               | 9 червня 1972       | 10 липня 1987          | Комуністична партія Радянського Союзу                        |  |
| 8                                                                |                                                                        | Віталій Масол (1928–2018)                 | 10 липня 1987       | 23 жовтня 1990         | Комуністична партія Радянського Союзу                        |  |
| 9                                                                |                                                                        | Вітольд Фокін (нар. 1932) (в. о.)         | 23 жовтня 1990      | 14 листопада 1990      | Комуністична партія Радянського Союзу                        |  |